# August 1994
Acest articol este generat integral pe baza informațiilor din articolul 1994 și este actualizat periodic de un robot.
 Editările făcute în articol vor fi șterse la următoarea actualizare! Dacă doriți să faceți modificări, editați articolul-sursă.

ianuarie -
februarie -
martie -
aprilie -
mai -
iunie -
iulie -
august -
septembrie -
octombrie -
noiembrie -
decembrie
August 1994 a fost a opta lună a anului și a început într-o zi de luni.

## Evenimente
- 1 august: Minerii din Târgul-Jiu declanșează grevă generală și cer aceleași revendicări ca ale minerilor din Gorj: prima treaptă de salarizare să fie de peste 165.000 lei, să se acorde un spor de fidelitate de 15% și o primă de 100.000 lei de Ziua Minerului.[1]
- 12 august: Woodstock '94 începe la Saugerties, New York. Este aniversarea a 25 de ani de la Woodstock '69.
- 14 august: Societatea de întrajutorare Caritas din Cluj-Napoca își încetează activitatea cu o datorie de 450 de milioane de dolari către peste 300.000 de deponenți. Societatea promitea că va restitui în 3 luni de opt ori suma depusă.
- 16 august: Neînțelegerile dintre Miron Mitrea și Victor Ciorbea, cei doi lideri ai gigantului sindical C.N.S.L.R.-Frăția, duc la despărțirea publică a celor doi.
- 17 august: Guvernul României adoptă Proiectul de Lege privind modificarea și completarea Legii Privatizării (Legea 58/1991), prin întroducerea cupoanelor nominative în cadrul programului de privatizare în masă.
- 18 august: Victor Ciorbea (președintele C.N.S.L.R -Frăția) și Dumitru Costin (președinte B.N.S.) pun bazele unei alianțe sindicale - C.D.R.[1]
- 22 august: Guvernul Văcăroiu devine bicolor după primirea a doi miniștri PUNR.[1]
- 23 august: Firma Mc Donald's semnează un contract de asociere în participațiune cu SC „Unirea" SA.
- 25 august: Ioan Stoica, patronul „Caritas"-ului, este reținut la Direcția Cercetări Penale a IGP pentru audieri, sub acuzația de bancrută frauduloasă, fals și înșelăciune în dauna avutului particular.

## Nașteri
- 3 august: Corentin Tolisso, fotbalist francez
- 3 august: Emerson Palmieri, fotbalist brazilian
- 5 august: Rareș Enceanu, fotbalist român
- 5 august: Lucia (Lucia-Maria Popescu), cântăreață română
- 5 august: Lucia, cântăreață română
- 8 august: Bianca Răzor, atletă română
- 9 august: King Von, rapper american (d. 2020)
- 10 august: Bernardo Silva (Bernardo Mota Veiga de Carvalho e Silva), fotbalist portughez
- 11 august: Storm Sanders, jucătoare de tenis australiană
- 12 august, Simone Tempestini, pilot român de raliuri, de etnie italiană
- 17 august: Adina Sabina Giurgiu, fotbalistă română
- 17 august: Taissa Farmiga, actriță americană
- 17 august: Tiémoué Bakayoko, fotbalist francez
- 17 august: Bas Kuipers, fotbalist neerlandez
- 19 august: Nafissatou Thiam, atletă belgiană
- 23 august: Richard Gadze, fotbalist ghanez (atacant)
- 23 august: Roberto Bellarosa, cântăreț belgian
- 23 august: Shoya Nakajima, fotbalist japonez
- 28 august: Ons Jabeur, jucătoare de tenis tunisiană
- 29 august: Amelia Racea, atletă română
- 29 august: Jo (n. Ioana Bianca Anuța), cântăreață română
- 29 august: Jo, cântăreață română
- 31 august: Herdi Besnik Prenga, fotbalist albanez

## Decese
- Domenico Modugno, cântăreț, compozitor și actor italian (n. 1928)
- Leonid Leonov, scriitor rus (n. 1899)
- Helena Rasiowa, matematiciană poloneză (n. 1917)
- Peter Cushing, 81 ani, actor englez (n. 1913)
- Manfred Wörner, politician german (n. 1934)
- Elias Canetti, 89 ani, scriitor evreu de limbă germană, laureat al Premiului Nobel (1981), (n. 1905)
- John Beavan, Baron Ardwick, 84 ani, jurnalist britanic (n. 1910)
- Richard Synge (Richard Laurence Millington Synge), 79 ani, chimist britanic, laureat al Premiului Nobel (1952), (n. 1914)
- Linus Carl Pauling, 93 ani, chimist american, laureat al Premiului Nobel (1954) și laureat al Premiului Nobel (1962), (n. 1901)
- Wolf Aichelburg (Wolf Freiherr von Aichelburg), (aka Toma Ralet), 82 ani, scriitor german (n. 1912)
- Lindsay Anderson, 71 ani, regizor britanic de film (n. 1923)